# Waziristan
Le Waziristan (pachto : وزیرستان, « Pays des Wazirs ») est une région montagneuse du nord-ouest du Pakistan, à la frontière de l'Afghanistan, couvrant une surface de 11 585 km2. Il est peuplé par des Pachtounes de la tribu des Wazirs. Largement rurale, excentrée et peu développée, la région compte près de 1,2 million d'habitants en 2017.
Historiquement, la région avait déjà été le siège d'une résistance à l'Empire britannique, qui depuis l'Inde poursuivait son effort de colonisation des terres alentour (notamment par son rôle de grande puissance prise dans la géopolitique du Grand Jeu), à l'image de la campagne du Waziristan.
Intégré aux régions tribales lors de la colonisation, le Waziristan rejoint le Pakistan en 1947 qui conserve ce régime tribal et reconnait le pouvoir des jirgas,mais prive les habitants de nombreux droits. Il est divisé en deux agences ou districts, le Nord-Waziristan et le Sud-Waziristan, avec respectivement Miranshah et Wana pour capitale. En 2018, il est intégré à la province de Khyber Pakhtunkhwa quand les régions tribales disparaissent.

## Histoire

Drapeau de la résistance à l'Empire britannique durant les années 1930 ; le takbir y figure.

Le Waziristan a été sous la domination de plusieurs puissances au cours de l'histoire, notamment l'Empire timouride puis l'Empire moghol. Assimilé en 1858 au Raj britannique, Waziristan est une région tribale particulièrement stratégique de par sa frontière avec l'Afghanistan, notamment dans le cadre des guerres anglo-afghanes.
La zone est rebelle vis-à-vis du pouvoir colonial, et les Britanniques mènent une campagne militaire en 1919-1920 pour mettre fin à la révolte. En 1947, le Waziristan est intégré au Pakistan à la suite de la partition des Indes. 
À l'instar du reste des régions tribales, le Waziristan est difficilement contrôlé par le pouvoir pakistanais et nourrit un sentiment de défiance envers les autorités. Le régime juridique en place laisse d'un côté une autonomie aux assemblées tribales qui dominent la région, mais les habitants sont privés de nombreux droits dont bénéficient les autres Pakistanais et la zone est directement administrée par le pouvoir central. Ce régime juridique est officiellement aboli en mai 2018 et le Waziristan est intégré à la province voisine de Khyber Pakhtunkhwa.

## Insurrection islamiste

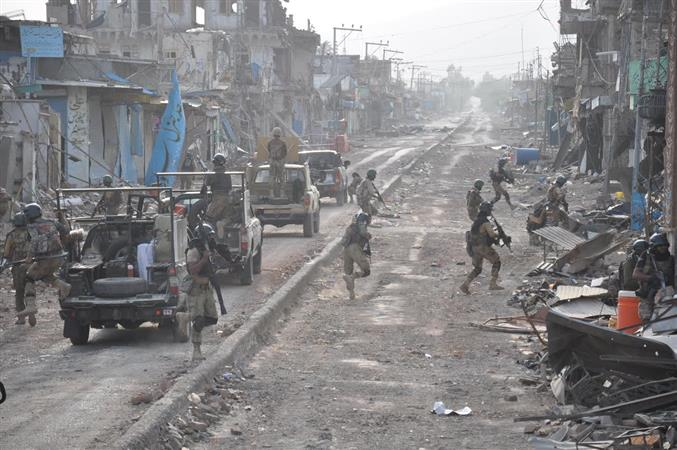
Opérations militaires dans le Waziristan du Nord, en 2015.

Aidée par les puissances occidentales, l'armée pakistanaise s'y livre depuis 2004 à une guerre entrant dans le cadre de la « guerre contre le terrorisme » définie par le président américain George W. Bush, contre des chefs tribaux hébergeant des dissidents d'autres régions du Pakistan, des personnes présumées d'affiliation à Al-Qaïda et des talibans insurgés à la suite de leur éviction à la fin de l'année 2001. La région a été présumée servir de cache à Oussama ben Laden, dont il a aidé plusieurs groupes tribaux dans les années 1980 ; elle servirait enfin de base arrière aux insurgés afghans.
Un accord avait été signé en 2005-2006 entre le gouvernement pakistanais de Pervez Musharraf et les chefs de tribus locales. L'assaut contre la Mosquée rouge d'Islamabad en juillet 2007 a cependant relancé le conflit opposant l'armée et les groupes islamistes.
Dans les années 1980, la zone tribale avait été présentée par des médias comme une zone de non-droit du pouvoir de l'État pakistanais, difficile d'accès et reculée dans les montagnes, base d'approvisionnement pour les Talibans lors de leur prise de Kaboul à la suite de l'effondrement communiste et la fin de la guerre d'Afghanistan. Les mêmes médias montraient notamment des fabriques artisanales de Kalashnikov.
Le 19 juin 2009, quelque 28 000 soldats de l'armée de terre pakistanaise sont déployés dans le Waziristan du Sud dans le cadre de l'Opération Rah-e-Nijat. Elle vise à reprendre aux talibans pakistanais cette région qu'ils contrôlent en grande partie. Les militants du Tehrik-e-Taliban Pakistan étaient alors estimés à environ 10 000 dans le Waziristan du Sud. En revanche, le Waziristan du Nord est plutôt réputé pour abriter des groupes talibans afghans, comme le réseau Haqqani, mais aussi d'autres groupes comme Al-Qaïda. L'armée pakistanaise a longtemps repoussé l'idée d'une offensive dans cette zone, jusqu'à l'opération Zarb-e-Azb menée entre 2014 et 2016.

## Démographie

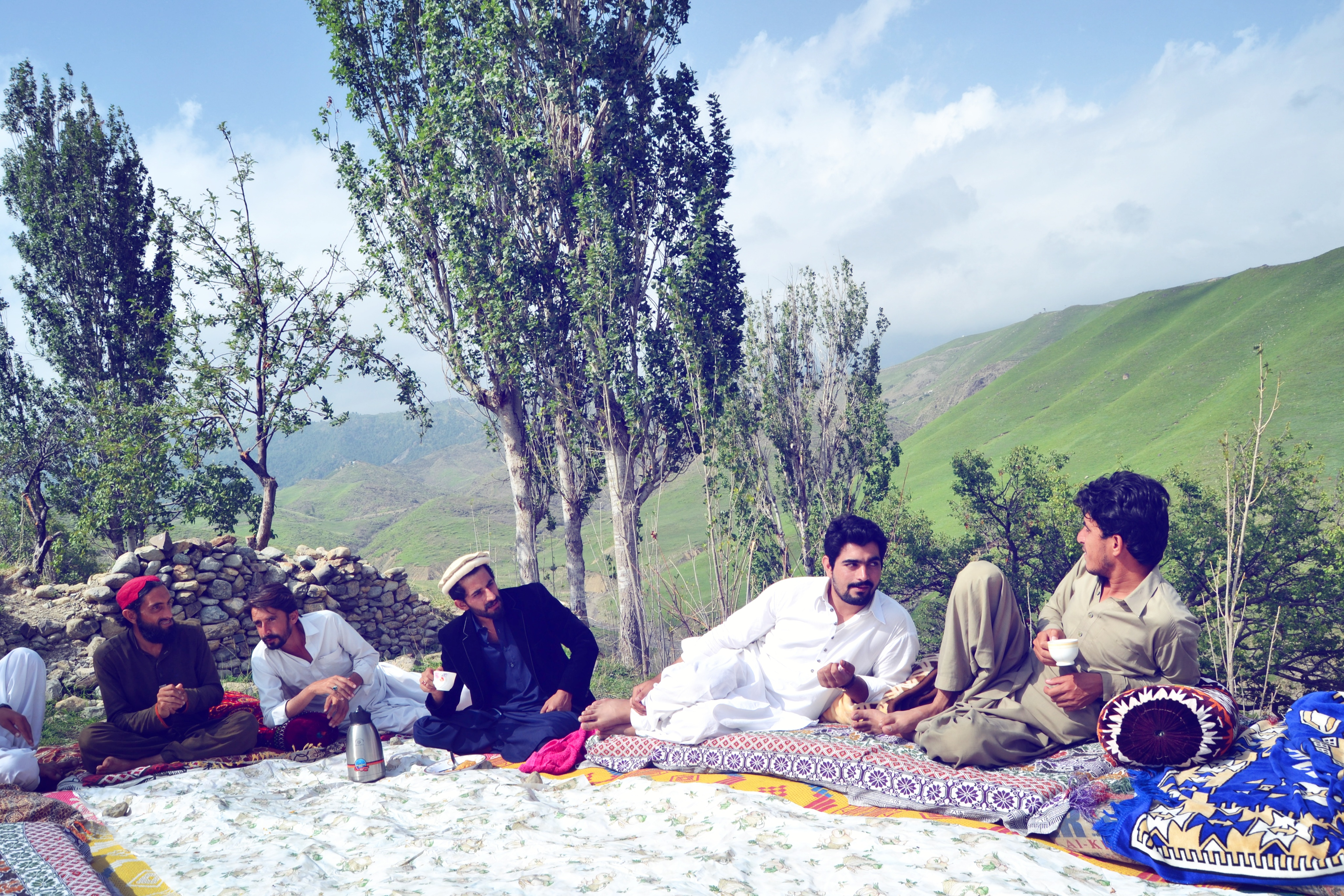
Habitants du Waziristan.

Lors du recensement de 1998, la population du Waziristan a été évaluée à 791 087 personnes. Le recensement suivant mené en 2017 pointe une population de 1 222 439 habitants.
La population du district est majoritairement d'ethnie pachtoune et la langue la plus parlée est le pachto, comme pour la plupart de la province. La population se rassemble en tribus, dont la plus importante a donné son nom à la région : les Wazirs.

## Administration

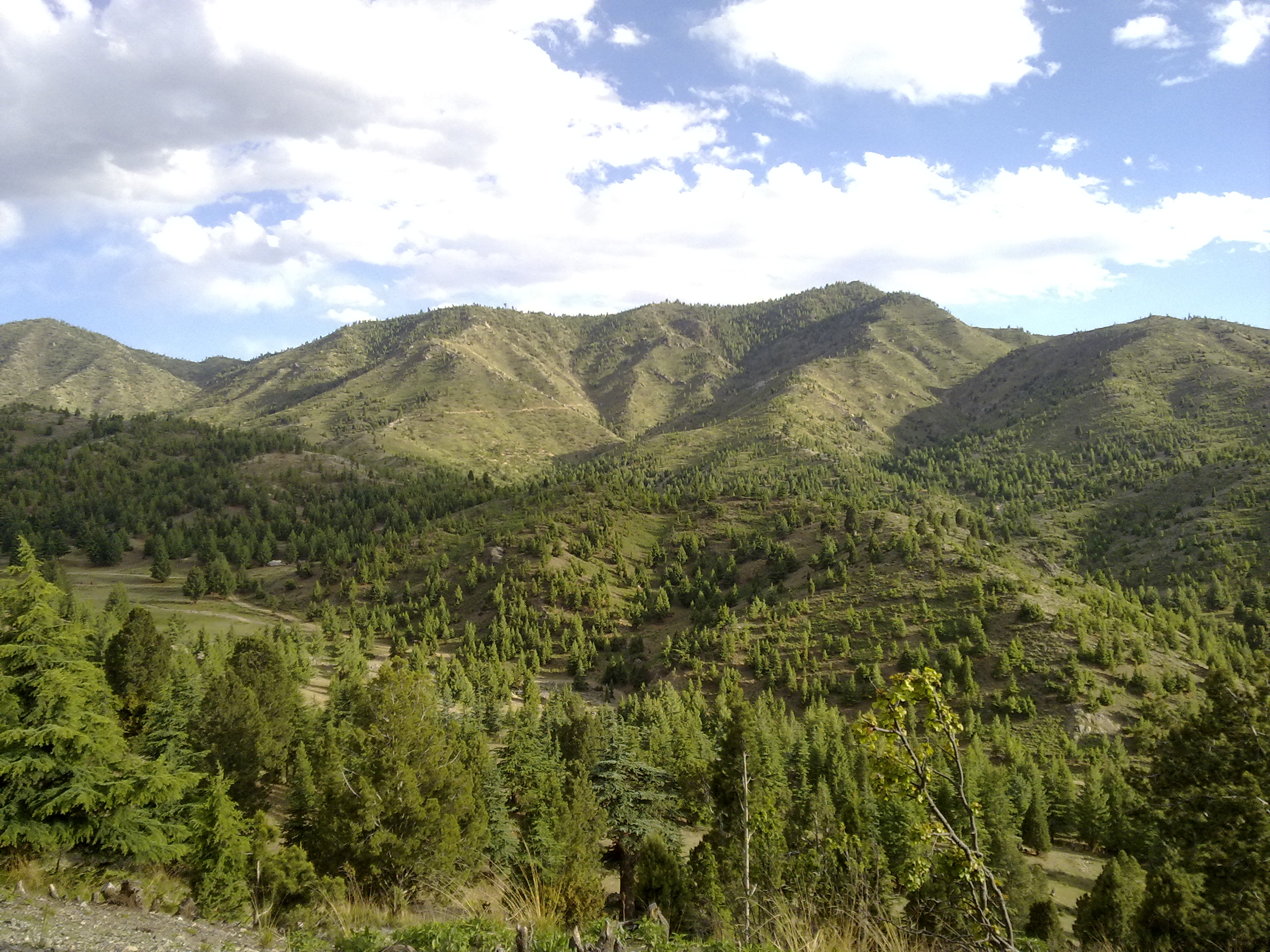
La vallée de Sahwal, dans le Waziristan du Nord.

La région historique du Waziristan est divisée en deux agences des régions tribales, le Waziristan du Nord et le Waziristan du Sud, devenus districts de la province de Khyber Pakhtunkhwa en 2018.
Selon le recensement de 2017, le Waziristan ne compte qu'une seule ville, la capitale du Waziristan du Nord Miranshah qui rassemble donc la totalité de la population urbaine. La capitale du Waziristan du Sud Wana n'est pas considérée comme une zone urbaine par les autorités de recensement. 
| Ville     | Population (rec. 2017) |
| --------- | ---------------------- |
| Miranshah | 4 361                  |

## Économie

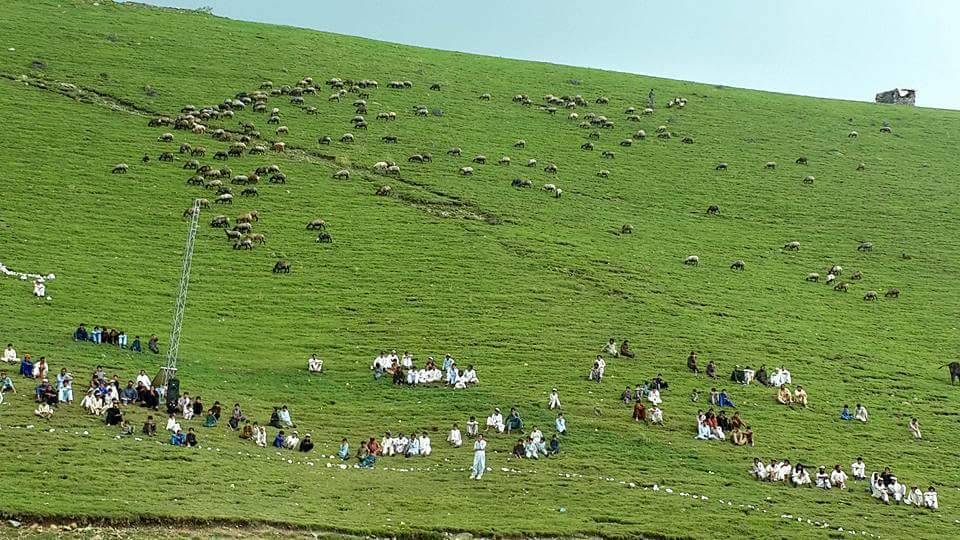
Villageois et troupeau de bêtes près de Baddar, dans le Waziristan du Sud.

Le Waziristan est pauvre, très reculé, peu doté en infrastructures et services publics. La population souffre notamment de malnutrition, de maladies et de manque d'accès à l'eau. Le principal moyen de subsistance des habitants est l'agriculture et l’élevage alors que les paysans disposent surtout de petites surfaces, souvent inférieures à deux hectares. 
À la suite de l'intégration de la région à la province de Khyber Pakhtunkhwa en 2018, la population espère une hausse des investissements publics. En 2019, le gouvernement annonce un plan de dix ans pour développer les infrastructures, notamment dans le but de permettre un accès au réseau téléphonique.

## Politique
À la suite de la réforme électorale de 2018, le Waziristan est représenté par les trois circonscriptions no 48 à 50 pour l'Assemblée nationale. Quand il était intégré aux régions tribales avant 2018, les candidats aux élections étaient interdits de se présenter sous l'étiquette d'un parti politique sous l'effet du régime dérogatoire au droit commun alors en vigueur. Lors des élections législatives de 2018, les circonscriptions sont remportées par un candidat de la Muttahida Majlis-e-Amal et deux candidats indépendants, ces derniers étant par ailleurs membres du mouvement Pashtun Tahafuz.
| Parti                                       | Voix    | %       | Élus nationaux |
| ------------------------------------------- | ------- | ------- | -------------- |
| Muttahida Majlis-e-Amal                     | 30 709  | 20,90 % | 1              |
| Mouvement du Pakistan pour la justice       | 17 013  | 11,58 % | 0              |
| Parti national Awami                        | 2 619   | 1,78 %  | 0              |
| Autres partis                               | 7 808   | 5,31 %  | 0              |
| Indépendants                                | 88 756  | 60,42 % | 2              |
| Total exprimés                              | 146 905 | 100 %   | 3              |
| Source : Commission électorale du Pakistan, |         |         |                |